# Flynt (Rapper)

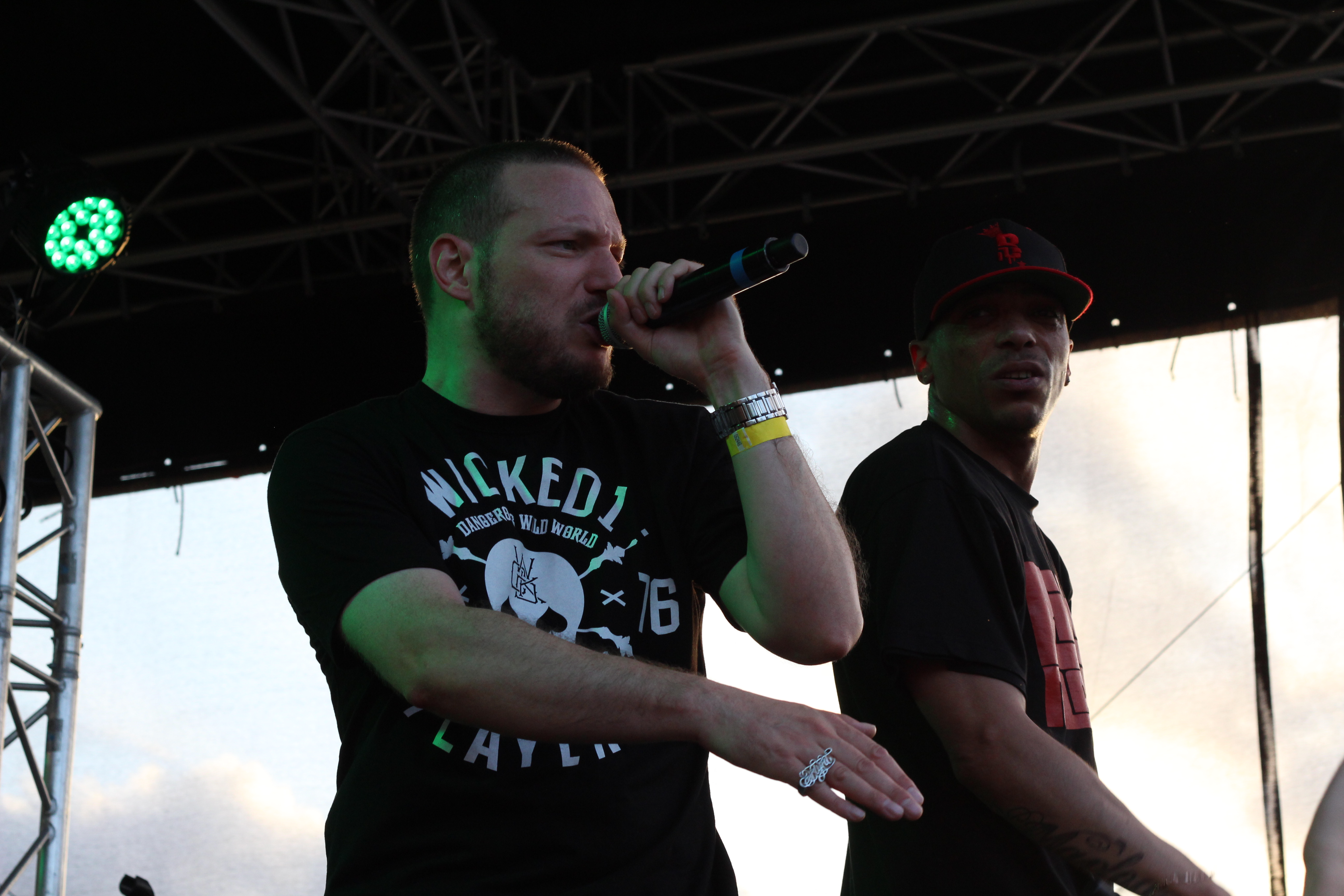
Flynt und Nasme (2013)

Flynt (eigentlicher Name Julien Vuidard) ist ein französischer Rapper aus Paris.

## Karriere
Flynt begann in den frühen 1990ern mit dem Rappen. Erstmals auf sich aufmerksam machte er 1998 mit dem Stück Choc frontal auf einem Mixtape von Rappern des 18. Arrondissements  von Paris, das er auch produziert hatte. 
Mitte der 2000er begann er eigene EPs zu produzieren. Drei EP veröffentlichte er zwischen 2004 und 2007, bevor sein erstes Album J'éclaire ma ville erschien. Es wurde ein Achtungserfolg, verpasste aber die Top 100 der französischen Albumcharts. Bis zu seinem zweiten Album vergingen fünf Jahre. Itinéraire bis erreichte Platz 40 der Charts. Aufmerksamkeit über Frankreich hinaus erregte das Video zum Song Mon pote, das zusammen mit Orelsan aufgenommen wurde. Es wurde aus zahlreichen bekannten Filmszenen zusammengesetzt, in die die beiden Rapper eingefügt wurden.
Flynt ist Familienvater, hat ein Universitätsdiplom und ist für seine ausgefeilten Texte bekannt.

## Diskografie
Alben
- 2007: J’éclaire ma ville
- 2012: Itinéraire bis
- 2018: Ça va bien s’passer

EPs
- 2004: Fidèle à son contexte
- 2005: Comme sur un playground
- 2007: Pour la plume

Lieder
- 2013: Mon pote (Flynt feat. Orelsan)